# پانته ودرا بیچ (فلوریدا)
پانته ودرا بیچ (به انگلیسی: Ponte Vedra Beach) یک منطقهٔ مسکونی در ایالات متحده آمریکا است که در St. Johns County واقع شده‌است. پانته ودرا بیچ ۲۹٬۴۹۵ نفر جمعیت دارد.